# シリル・テレオー
シリル・テレオー（Cyril Théréau, 1983年4月24日-）は、フランス・プリヴァ出身の元サッカー選手。現役時代のポジションはFW。

## 経歴
フランス下部リーグでのプレーを経て、2006年にベルギーのシャルルロワSCへ移籍。さらにルーマニアの強豪ステアウア・ブカレスト、ベルギーの名門RSCアンデルレヒトと渡り歩いた後、再びシャルルロワに戻った。
2010年8月、イタリア・セリエAのACキエーヴォ・ヴェローナと契約。2年目の2011-12シーズンからは、ドメニコ・ディ・カルロ監督にストライカーとしてよりもトップ下として起用されるようになり定位置を確保。2012-13シーズンには11得点を挙げスコアラーとして開花した。
2014年6月、ウディネーゼ・カルチョに移籍。2014-15シーズンはアントニオ・ディ・ナターレとのコンビで得点を量産し37試合10得点を記録し、翌シーズンも11得点をマーク。ディ・ナターレ引退後の2016-17シーズンにはポジションを3トップの右ウイングに移したが得点力は衰えず12得点を挙げた。
2017年8月31日、ACFフィオレンティーナへ3年契約で移籍した。
2019年1月31日、カリアリ・カルチョへシーズン終了までのレンタル移籍。

## 所属クラブ
- USオルレアン 2004-2005
- アンジェSCO 2005-2006
- シャルルロワSC 2006
- ステアウア・ブカレスト 2006-2007
- RSCアンデルレヒト 2007-2008
- シャルルロワSC 2008-2010
- ACキエーヴォ・ヴェローナ 2010-2014
- ウディネーゼ・カルチョ 2014-2017
- ACFフィオレンティーナ 2017-2020
  -  カリアリ・カルチョ 2019 (loan)